# Мелюзга
Мелюзга — рассказ Антона Павловича Чехова.

## История
Впервые опубликован в журнале «Осколки» 25 марта 1885 года с подписью А. Чехонте. Рассказ вошел в сборник Чехова «Пёстрые рассказы», который вышел в Санкт-Петербурге в 1886 году и был включен Чеховым в третий том его собрания сочинений, опубликованных книгоиздателем Адольфом Марксом в 1899—1901 годах.

## Сюжет
Мелкий чиновник Невыразимов, сидя в своем кабинете в канун Пасхи в компании тараканов, снующих по столу, и сочиняя поздравительное письмо начальнику, размышляет над тем, что он может сделать в этом мире (украсть большие деньги или, возможно, заложить кого-то полиции), но приходит к выводу, что такие поступки будут выше его способностей. Противно чувству собственного достоинства, он прихлопывает таракана, после чего «Невыразимову стало легче».
В этом рассказе А. П, Чехова возникает тема внутренней несвободы человека, что подчеркивается и фамилией героя. Невыразимов понимает, что таракан может делать, что хочет, а он сам должен сидеть в душной конторе и подчиняться установленным в обществе порядкам. Авторский комментарий показывает, что герой хочет другой жизни: «Потребность новой, лучшей жизни невыносимо больно защемила его за сердце. Ему страстно захотелось очутиться вдруг на улице, слиться с живой толпой, быть участником торжества, ради которого ревели все эти колокола и гремели экипажи. Ему захотелось того, что переживал он когда-то в детстве: семейный кружок, торжественные физиономии близких, белая скатерть, свет, тепло… Вспомнил он коляску, в которой только что проехала барыня, пальто, в котором щеголяет экзекутор, золотую цепочку, украшающую грудь секретаря… Вспоминал теплую постель, Станислава, новые сапоги, виц-мундир без протертых локтей… вспомнил потому, что всего этого у него не было…» Невыразимов вынужден подчиниться обстоятельствам, поэтому в нем нарастает злоба и ненависть.
Рассказ невелик по объему, его содержание разбирается и анализируется в учебных целях на уроках в школах РФ.